# Alexandre Balthazar Laurent Grimod de la Reynière

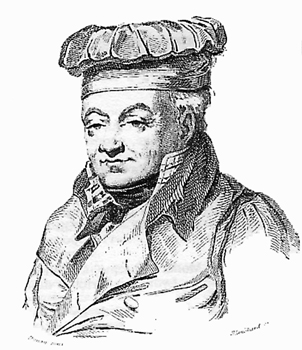
Grimod de la Reynière 1758–1837

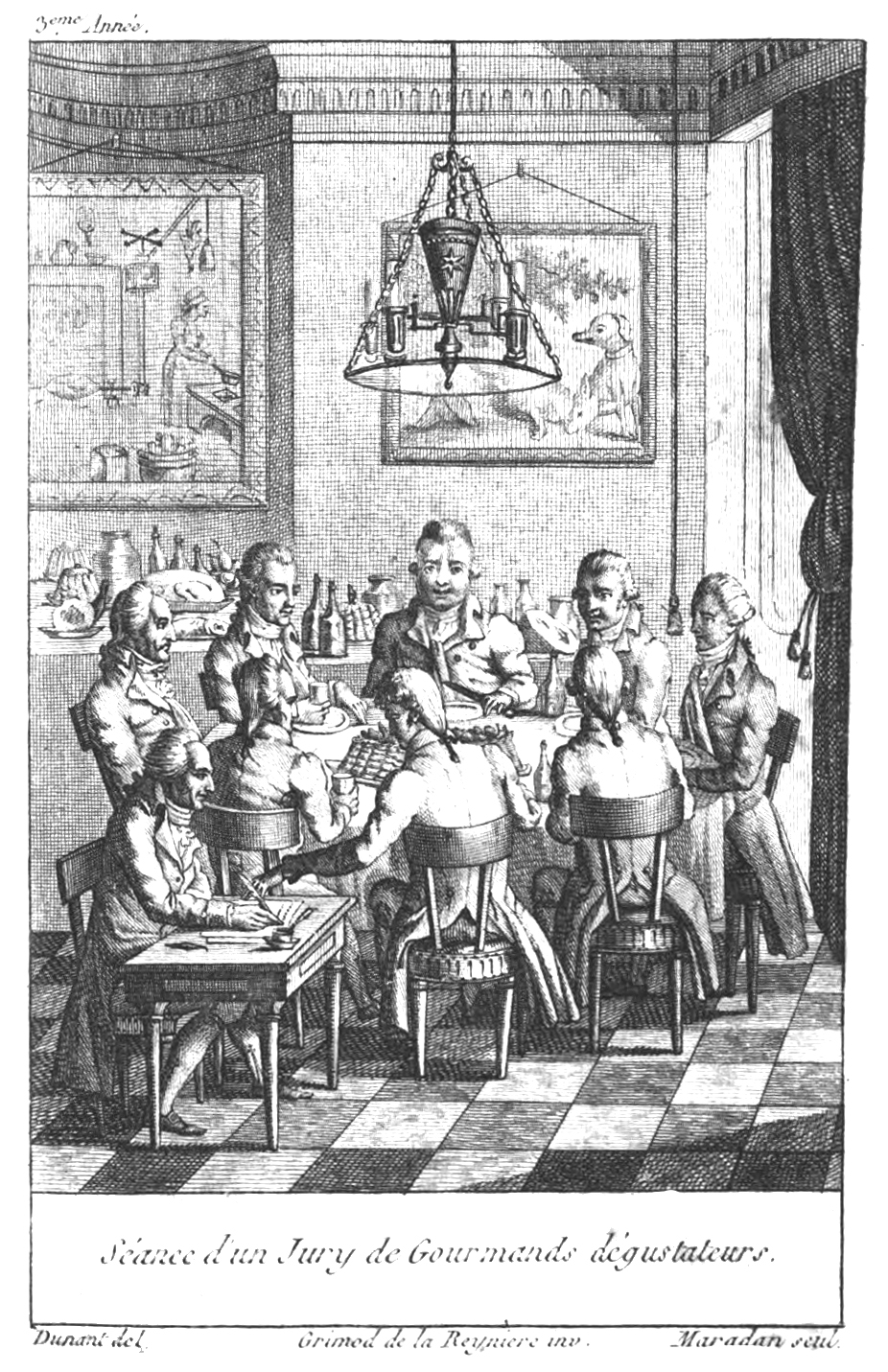
Sitzung der Feinschmecker-Jury. „Almanach des gourmands“. Paris 1805

Alexandre Balthazar Laurent Grimod de la Reynière (* 20. November 1758 in Paris; † 25. Dezember 1837 in Villiers-sur-Orge bei Paris) war ein französischer Jurist, Gastrosoph und Literat. Er gilt als „Gourmand der ersten Stunde und Begründer der Gastronomiekritik“.

## Leben
Grimod war der Sohn eines enorm reichen Generalpächters und der Nichte des Bischofs von Orléans. Da er ohne Hände geboren wurde, ließ ihm sein Vater von einem Schweizer Uhrmacher sehr funktionelle Prothesen anfertigen, die ihm nicht nur Schreiben, sondern beispielsweise auch den Gebrauch von Pistolen ermöglichten – Grimod sollte ein gefürchteter Duellant werden. Der Junge erwies sich als intelligenter und fleißiger Schüler. Nachdem er mit 18 Jahren eine Reise quer durch Frankreich unternommen und zwischenzeitlich mit dem Gedanken des Eintritts in ein Kloster gespielt hatte, verbrachte er schließlich ein Jahr im schweizerischen Lausanne. Nach der Rückkehr nach Paris studierte Grimod Jura und wurde schließlich Rechtsanwalt. Nebenbei betätigte er sich als Theaterkritiker und schrieb ab 1781 etwa für das Journal Helvétique und das Journal de Neufchatel.
Als Grimod später einen Schriftsteller in der Presse verleumdete, wurde er angeklagt, aus der Pariser Anwaltsliste gestrichen und musste außer Landes gehen. Dabei verschlug es ihn erneut in die Schweiz, wo er eine Weile in Zürich bei Johann Caspar Lavater wohnte. Im Zuge der Französischen Revolution verlor auch die Familie Grimod de la Reynière große Teile ihres Vermögens und auch Balthsasar hatte lange Zeit mit finanziellen Schwierigkeiten zu kämpfen. Die Situation sollte sich erst nach dem Tod der Mutter 1815 bessern, als er wieder jährlich über zumindest 22.000 Franken verfügen konnte (vorher: 200.000). An seinem Lebensabend zog er sich auf das Schloss, das früher die Marquise de Brinvilliers bewohnte, in Villiers-sur-Orge zurück und verstarb dort im Jahre 1837.

## Grimod als Feinschmecker
Aufgrund einer von seinem Vater gewährten Jahresrente von 15.000 Franken und dem nach dessen Tod angefallenen Erbe war Grimod finanziell unabhängig und widmete sich schon früh seiner wahren Leidenschaft, der Feinschmeckerei. Er beglückte seine Freunde und Bekannten mit großartigen Gastmahlen und machte dabei für die damalige Zeit wenig bekannte Produkte wie Kartoffeln oder Tomaten erstmals salonfähig. Berühmt wurden auch seine alkoholfreien „déjeuners philosophiques“, zu denen er drei Jahre lang zwei Mal wöchentlich Dichter und Schriftsteller lud. Mit dem Arzt Joseph Gastaldy und weiteren Gleichgesinnten gründete er eine zwölfköpfige Degustier-Jury, die für entsprechende Speisen und Getränke eine sogenannte legitimation austeilte. Bald schon wurden dieser Delikatessen aus dem ganzen Land zur Begutachtung vorgelegt. Ihre Erkenntnisse und Urteile veröffentlichte die Jury in dem 1802 bis 1812 erschienenen, sehr erfolgreichen Almanach des Gourmands, mit der Grimod eine neue Literaturgattung schuf: Die Gastronomiekritik. Von dem 1808 veröffentlichten Manuel des Amphytrions befassen sich die ersten beiden Teile mit der Kunst des Tranchierens bzw. dem Zusammenstellen von Menüs. Weltgeltung erlangte allerdings vielmehr der dritte Teil „Elemente der gastronomischen Höflichkeit“, in dem Grimod heute längst zum Allgemeingut avancierten Regeln über das Verhalten bei Tisch formuliert (in Deutschland erschienen als Handbuch des gastronomischen Anstands).

## Grimod als Exzentriker
Grimod entwickelte sich schon früh zum Eigenbrötler und Exzentriker: Großes Aufsehen erregte er, als er 1783 die vornehme Pariser Gesellschaft zu einem 10.000 Franken teuren makabren Gastmahl im Stil einer Totenfeier lud. Bereits die Einladungskarten waren wie Todesanzeigen gestaltet, das Personal trug Totenhemden und altertümliche Rüstungen, die 14 Gänge zu je fünf Platten wurde in einem tiefschwarz ausgeschlagenen, von Kirchen- und Friedhofsgeruch geschwängerten Saal auf Leichenbahren aufgetragen. Der Gastgeber legte seine Handprothesen ab, präsentierte seine nackten Armstümpfe und pries in der Tischrede den „Tod als Meister allen Lebens“.
1818 ließ Grimod durch eine Todesanzeige sein eigenes Ableben vortäuschen und seine Freunde und Bekannten zu Beisetzung und zum Leichenschmaus laden. Bei letzterem tauchte er freilich urplötzlich selbst auf und bat barsch, Platz zu nehmen, da er es „nicht liebe, kalt zu essen“.

## Veröffentlichungen
- Le Flatteur, Komödie 1782

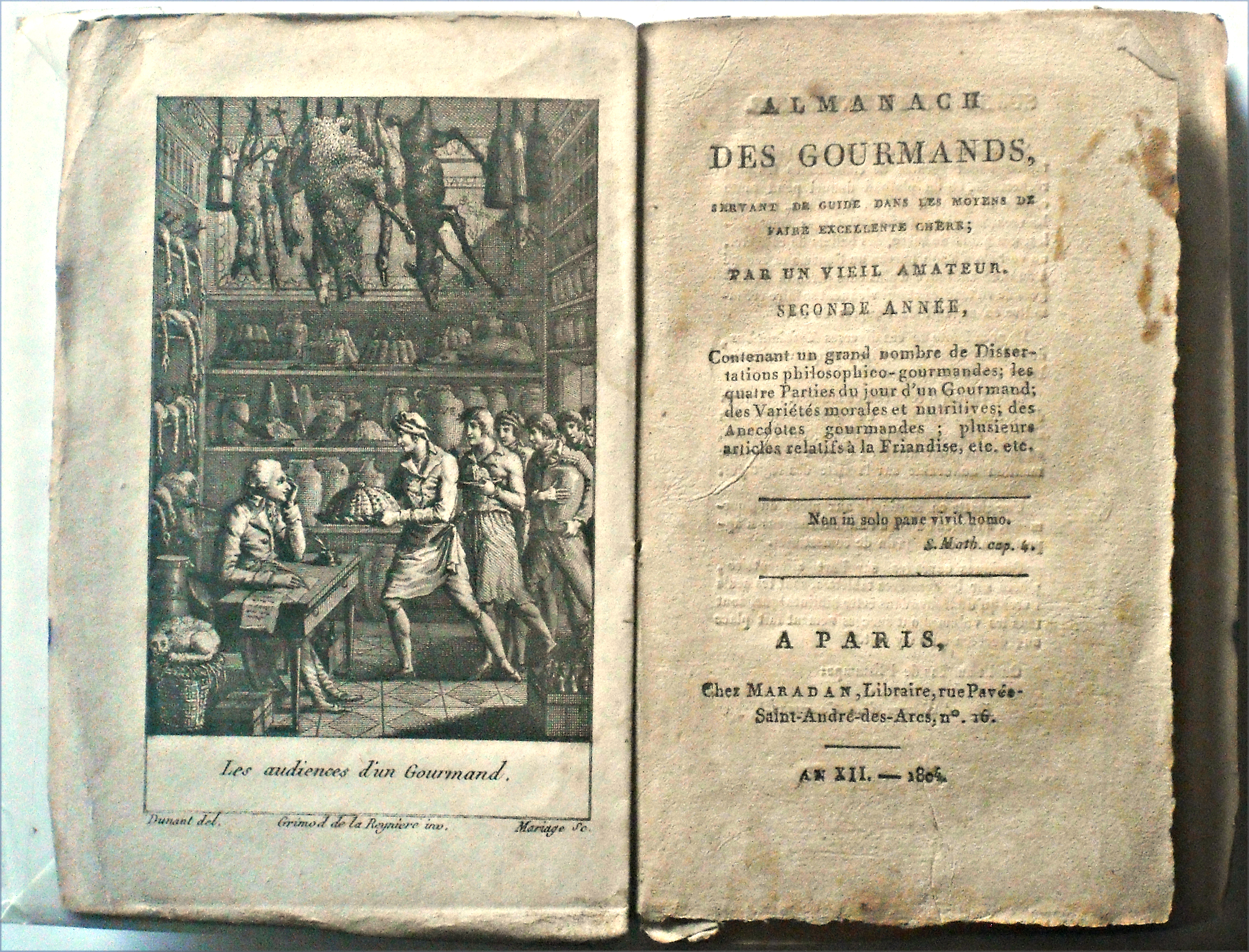
Almanach des Gourmands

- Le Songe d’Athalie, wird auch Rivarol oder dem Marquis de Champcenetz zugeschrieben 1783
- Réflexions philosophiques sur le plaisir, Essay, wird auch à Étienne François de Lantierzugeschrieben 1783
- Lorgnette philosophique trouvée par un R. P. capucin sous les arcades du Palais-royal et présentée au public par un célibataire, 1785
- Mémoire à consulter et consultation pour Mlle Marie-Émile-Guillaume Duchosal, avocat en la cour, contre le sieur Ange Fariau de Saint-Ange, coopérateur subalterne du Mercure de France 1786
- Peu de chose, hommage à l’Académie de Lyon 1788
- Moins que rien, suite de Peu de chose, ouvrage d’un genre assez neuf et plus moral qu’on ne pense 1793
- Visions d’un bon homme. Première vision 1803
- L’Alambic littéraire, ou Analyses raisonnées d’un grand nombre d’ouvrages publiés récemment 1803
- Almanach des Gourmands, servant de guide dans les moyens de faire excellente chère; par un vieil amateur (8 volumes, 1803-1812). Neuausgabe: Mercure de France, coll. « Le Petit Mercure », 2003, ISBN 2-7152-2404-4
  - Première année. Maradan, Paris (Troisième édition 1804) (Digitalisat) ; seconde année. Maradan, Paris (Seconde édition 1806) (Digitalisat) ; troisième année. Maradan, Paris (Seconde édition 1806) (Digitalisat) ; quatrième année. Maradan, Paris 1806 (Digitalisat) ; cinquième année. Maradan, Paris 1805 (Digitalisat) ; sixième année. Maradan, Paris 1808 (Digitalisat) ; septième année. Joseph Chaumerot, Paris 1810 (Digitalisat) ; huitième année. Joseph Chaumerot, Paris 1812 (Digitalisat)
- Manuel des amphitryons, contenant un traité de la dissection des viandes à table, la nomenclature des menus les plus nouveaux et des éléments de politesse 1808. Neuausgabe: Éditions Métailié, 1995, ISBN 2-86424-025-4
- Revue des comédiens, ou Critique raisonnée de tous les acteurs, danseurs et mimes de la capitale, par M***, vieux comédien, et par l’auteur de la Lorgnette des spectacles, avec Fabien Pillet 1808
- Avantage de la bonne chère sur les femmes, discours d’un vrai gourmand 1870
- Calendrier gastronomique, suivi des Aphorismes du professeur, par Brillat-Savarin, et des Sonnets gastronomiques, par Charles Monselet 1946